# 어약선
어약선(한국 한자: 魚躍善, 1914년 9월 6일~몰년(1959년 7월 31일경? 이후 사고 사망 추정) 미상)은 일제강점기 시대의 연극인 겸 영화인이었었던, 대한민국의 영화 감독이며, 영화 시나리오 집필 각본 작가 겸 투자가이기도 했고, 1958년 이후 사실상 은퇴했다.

## 생애
본관(관향)은 함종(咸從)인 그는 1931년 연극배우로 첫 데뷔를 하였으며, 1934년 영화 평론가로 첫 등단한 이후, 1935년부터 1937년까지 일제 시대 경기수원남수보통학교 교사를 거쳐 1937년부터 1945년까지 일제 시대 경성매동국민학교 교사를 지내다가, 그 와중에 1938년 춘2월, 충주 지씨 부인과 결혼을 하였으나 자녀도 없이 1942년 춘4월 당시에 부인을 상배(사별)한 그는 1945년 춘3월 당시에, 일제 시대 교원직 사직서를 제출과 함께 경성매동국민학교 교사 직을 그만두었으며, 그렇게 32세로 일제 시대 국민학교 교사직을 마감한 그는 태평양 전쟁 종전 직전인 1945년 국책 영화 두 편의 시나리오를 썼는데 해당 두 작품이 바로, 신경균이 연출한 《피와 땀(일본어: 血と汚)》과 《감격의 일기(일본어: 感激の日記)》이다. 독은기, 김신재, 최운봉, 김소영 등 유명 배우들이 출연한 친일 영화로, 이 가운데 《감격의 일기》는 태평양 전쟁 중 일본 제국 열도 대륙 본토에 징용된 일제강점기 조선 시대 한국인 노무자들을 위문하는 무용단의 이야기를 다큐멘터리 형식으로 묘사하고 있다.
같은 1945년 7월 중순 당시에 그는 잠시 아는 지인을 만나러 평안남도 평양부로 건너갔다가 경성부(훗날의 서울)로 귀거를 하던 찰나에, 같은 1945년 8월 15일, 경기도 개성부에서 8·15 을유 광복(일제 패망)을 목도하였으며, 38선 설치로 인하여 잠시 그 이듬해가 될때까지 경기도 개성부에서 모두 16개월 남짓(1년 4개월)을 고립되어 있다가, 을유 해방(8·15)이 도래한지도 한해 석달여만(1년 3개월 남짓)에 소련 괴뢰군정 치하의 영역망을 뚫고 삼팔도선(훗날의 휴전선)의 이북 경기 개성을 떠남과 동시에 삼팔도선 남쪽으로 탈출하여, 1946년 11월 중순 당시에 미군정 시대의 수도 서울특별자유자치시로 월남하였다. 을유 광복(8·15)이 도래한지도 7년이 지난 후인 1952년, 외가친척 조긍하 감독 등과 의기상투하여, 자신이 시나리오를 쓴 《베일부인》을 감독(겸 각본)하며 영화감독으로 데뷔하였고, 1954년에는 《창수만세》를 연출해 총 두 편의 연출작을 남겼다. 1952년작 《베일부인》은 한국 전쟁으로 인하여 부모 형제를 잃은 주인공이 결국에는, 거리의 여인이 되어 몸을 팔다가 양심의 가책을 받아 자살한다는 계몽적 줄거리의 영화 작품이며, 선생(어약선)이 기획까지 맡은 《창수만세》는 어린이용 반공 영화이다.

## 주요 경력
- 서라벌예술학교 특임교수(1955년 2월~1955년 8월)

## 필모그래피

### 주요 감독 작품
- 《베일 부인》 (1952년)
- 《창수 만세》 (1954년)

## 참고 자료
- 김종원 (2004년 4월 28일). 《한국 영화감독 사전》. 서울: 국학자료원. ISBN 89-541-0189-5.